# フラワーデコレーター協会
フラワーデコレーター協会（フラワーデコレーターきょうかい）は、フラワーデコレーションを普及し、さらにフラワーデコレーションの技術向上をもって文化に寄与する目的で設立された任意団体である。フラワー業界で必要な知識と技術を判定する各種認定試験の実施、ライセンスの認定、指導者の育成など「花を通した人との関わり」を大切に考え活動を行っている。

## 概要
- 理事長：ヨシタ ミチコ（色彩専門家）
- 理 事：AOKI純子（FDA名誉本部講師）
- 会員数：約12,000名
- 認定校数：550校
- 認定教室登録講師：900名
- 編著関連書籍：「成功するフラワー教室」「やっぱり私は花仕事」「楽しいレッスン33」「よくわかるフラワーカラーレッスン」「いまこそ！フラワーデコレーター」「花で彩るウエディング」「花からハローワーク」「ヨーロピアン的花の楽しみ方」「楽しい花たちデザインレシピ」「季節を感じるレッスンブック12ヶ月」「発想のタネ・アラカルト」など多数

## 特徴
- 各家庭に花のある社会づくり

各家庭に花のある社会を築いていくためには、全国各地に｢花があることの楽しさを伝える人が必要｣と考え、全国にFDA直轄スクールおよびFDA加盟校（認定校・認定教室）を設け、地域に根付いた活動を行っている。FDA加盟校は、趣味的なレッスンから各種資格取得指導まで行なっている。
- 花を通した心づくり

高等学校・専門学校・短期大学にもFDAカリキュラムが導入されている学校がある。フラワーデコレーションの技術を身につけながら、「花を通した心の教育（優しい心づくり）」を目的としている。
- 医療・福祉の現場に花を

全国の医療施設でのアレンジメント講習や老人ホームでのアレンジメント講習などを行なっている。講習を通して、心から喜べる時間、指先を動かすことによる簡単なリハビリ的な効果など、癒しや心の満足の提供を目的としている。
- 「学校週五日制｣対応事業へ、花を通したお手伝い

学校週5日制は、学校と家庭・地域社会が相互に連携し、子どもたちに社会体験など様々な活動を経験させ、自ら学び・考える力などを育むことを目指している。そこで、親子で共同作業を行ない、達成感を味わうことで、親子の触れ合いや絆を深めることなどを目的とした｢親子おもしろフラワーアレンジメント講習｣を社会福祉協議会と協力し合いながら行なっている。

## 沿革
- 1990年 設立
- 1994年 フラワーデコレーター2級ライセンス認定試験を開始
- 1995年 FDA加盟校（認定校）づくりを開始

協会員へのセミナー・講習会を開始
書籍の発行を開始
- 1996年 フラワーデコレーター1級ライセンス認定試験を開始
- 2000年 フラワーカラーコーディネーター2級ライセンス認定試験を開始
- 2003年 フラワーカラーコーディネーター1級ライセンス認定試験を開始
- 2005年 フラワーカラー検定を開始
- 2008年 FDAプリザーブドフラワー2級ライセンス認定試験を開始

## 主な活動内容
- フラワーデコレーターライセンス認定試験の実施と資格の認定
- フラワーカラーコーディネーターライセンス認定試験の実施と資格の認定
- FDAプリザーブドフラワーライセンス認定試験の実施と資格の認定
- 認定教室・認定校・指定校・法人加盟校の認定と指導
- 出版物等の発行と教材教具の研究と開発
- 花に関わる各専門分野との交流

などフラワーデコレーションにおける諸々の活動を展開

## 事業内容
認定資格(ライセンス)
- フラワーデコレーター (FDA) ライセンス - 花の知識と技術認定の資格

フラワーデコレーター (FDA) ライセンスは、フラワーデコレーター協会が認定する資格である。フラワーデコレーター協会では、生活環境に対応して、用途・目的に応じたデザインができること、そのために必要な知識や技術の普及と向上を目標として、FDAライセンス認定試験を実施している。試験では、花に関する幅広い知識と、実用的で臨機応変な感性が要求される。
- フラワーカラーコーディネーター (FCC) ライセンス - 花の色彩のスペシャリスト資格

フラワーデコレータ協会では以下の知識と技術を伴った花の色彩のスペシャリストをフラワーカラーコーディネーターと考えている。贈る相手のイメージを聞いて、その人に合った花束を作ることができること。色彩の基本理論に裏付けられた（同系色相・類系色相・反対色相）花の色合わせができること。ブライダルでは花嫁のパーソナルカラー（自分色）の分析からドレスの色、そのドレスに合わせたブーケの制作、会場のテーブルコーディネイトなどのすべてを提案できること。また、それぞれのイメージを、花の色のみならず、花材の花型、全体のデザインなどの要素で作り出すこと。
- FDAプリザーブドフラワー (FPF) ライセンス - プリザーブドフラワーの配色テクニックと技術認定の資格

FDAプリザーブドフラワー (FPF) ライセンスは、プリザーブドフラワーの特徴をふまえ、基本的な知識と確かなフラワーデザインの技術を修得することに加え、ただ単に制作技術を身につけるだけではなく、フラワーデコレーター協会独自のフラワーカラーを取り入れることで“作品を制作する目的”や“T・P・Oに合わせた配色テクニック・イメージワードなど”の色の組み合わせを重視している。
フラワーカラー検定
フラワーデコレーター協会が認定するフラワーカラー検定は、誰でも受験することのできる試験である。花を楽しむ人から、フラワー・園芸関連ビジネス等に従事している人や手芸関連業者および園芸学科やフラワーアレンジメントを指導している高等学校・専門学校・大学生に、｢花と色彩｣の基本的な知識を身につけて暮らしに豊かさと彩を加え、業界全体の意識向上と発展を図ることを目的として実施するものである。フラワーカラー検定に合格するとフラワーカラーアドバイザーとして認定される。
- フラワーカラーアドバイザーとは、

花の色彩について専門的な知識を身につけ、フラワーアレンジメントやガーデニングをはじめとするプライベートやビジネスなどの花に係わる様々なシーンで、幅広く花の色合わせに関する適切なアドバイスができる人をいう。
- フラワーカラー検定の主な受検対象者

花生産者・フラワーアレンジメント関連教室運営者・生け花教室運営者・ブライダル関連業者・フラワーショップ・園芸ショップ・プリザーブドフラワー、ドライフラワーインストラクター・フラワー資材業者・リボンフラワー、ペーパーフラワー等の手芸関係者・押し花インストラクター・グリーンアドバイザー・ガーデニング愛好者・園芸学科やフラワーアレンジメントを指導している高等学校、専門学校、大学・花を愛する一般の人々。
FDA直轄スクール FDAフラワースクール
- 本部：池袋オフィス
- 全国オフィス：札幌・東京・大阪

加盟校制度
- すでに自分で教室を持ちフラワーデザインを教えている先生やお花のレッスン経験、実務経験のある人 (※) が新たにフラワーデコレーター協会に加盟する場合のシステムである。その実力が認定校と同等であるとフラワーデコレーター協会理事会が書類審査で承認すれば、認定校主宰者として加盟登録することができる。

※アレンジメント・ブーケ・コサージ制作経験者。レッスン歴 2-3年以上。書類提出・審査→FDA理事会承認・認定校登録→カリキュラム研修→認定校として活動開始
※加盟校になるには
1.フラワーデコレーター(FDA)ライセンスを取得し、その取得級に応じて認定教室や認定校として登録する
2.加盟校制度を利用する
認定教室
- フラワーデコレーター (FDA) 2級ライセンスを取得し、協会員として登録した人は認定教室を開設することができる。認定教室は知り合いや近隣者を集めて、少人数で楽しみながらアレンジメントを教えるもので、アットホームな、またはサークルのような雰囲気の教室である。認定教室では、生徒にFDA3級ライセンスを取得させる事ができます。お花を初めて習う生徒と花に親しみ、花を楽しむ初歩的な教室である。

※主宰者資格
フラワーデコレーター(FDA)2級ライセンス認定試験合格後、2級会員登録をした者。
※協会からの提供内容
・生徒募集用リーフレット・プレートの提供
・生徒用資材を割引販売
・指導用のカリキュラム・マニュアルの提供
・カリキュラムにそった指導（教えるための）研修を実施
・全国のFDA加盟校主宰者を結ぶ加盟校ネットワークの利用
認定校
- フラワーデコレーター (FDA) 1級ライセンスを取得し、FDA1級会員として登録した人は認定校を開設することができる。認定校では、生徒にフラワーデコレーター (FDA) 2級ライセンスおよびフラワーカラーコーディネーター(FCC) 2級ライセンスを取得させることができる。お花を趣味で習いたい生徒だけではなく、将来花の世界で働きたいという生徒にも対応できる教室である。

※主宰者資格
フラワーデコレーター(FDA)1級ライセンス認定試験合格後、1級会員登録をした者。
※協会からの提供内容
・生徒募集用リーフレット・プレートの提供
・生徒用資材を割引販売
・指導用のカリキュラム・マニュアルの提供
・カリキュラムにそった指導（教えるための）研修を実施
・全国のFDA加盟校主宰者を結ぶ加盟校ネットワークの利用
・提供するカリキュラムがフラワーデコレーター (FDA) 2級ライセンス対応カリキュラムとフラワーカラーコーディネーター (FCC) 2級ライセンス対応カリキュラムになる
・生徒にフラワーデコレーター (FDA) 2級・フラワーカラーコーディネーター (FCC) 2級ライセンスを取得させることができる
・生徒がフラワーデコレーター (FDA) 2級ライセンス認定試験に合格し協会員登録をした場合、フラワーデコレーター協会より教室運営の補助金が支給される
法人加盟校制度
- 現在、フラワーデコレーションの技術や知識は趣味的な領域から一般的なフラワービジネス（ブライダル関連・ディスプレイ・スクール運営・フラワーショップ等）に加え、花のもつ癒しの効果を老人ホーム・福祉施設・病院等で活用するなど、様々な場面で活かされる時代になってきている。各種専門学校でもフラワーデコレーションの学習に関心をもち導入している学校も増えてきている。フラワーデコレーター協会では、ただ単にフラワーデコレーションの技術を身につけるだけではなく、「花を通して優しい心を育てる教育」を目指している。そこで法人加盟校制度はフラワーデコレーションの学習カリキュラムを導入し、在学中にフラワーデコレーターのライセンスを取得させ、卒業後の活動の幅を広げさせたいという大学、各種専門学校を対象に制度化されたものである。

取得可能ライセンス：フラワーデコレーター (FDA) ライセンス、フラワーカラーコーディネーター (FCC) ライセンス、フラワーカラー検定